# Inferência bayesiana
A inferência bayesiana (IB) consiste na avaliação de hipóteses pela máxima verossimilhança, uma decorrência imediata da fórmula de Bayes, e é fundamental para métodos computacionais relacionados à inteligência, mineração de dados, ou linguística histórica, sejam eles métodos bayesianos de  aprendizado de máquina (AM) ou não-bayesianos. A IB é uma extensão da estatística bayesiana e da inferência estatística para a inteligência computacional (IC), onde é sinônimo de aprendizado bayesiano (ou aprendizado de máquina bayesiano), e encontra aplicações em domínios igualmente genéricos, e.g. na biomedicina, computação em nuvem, pesquisa de algoritmos, criatividade computacional. Os resultados, em termos de classificação e regressão, por exemplo, são em muito casos satisfatórios e até difíceis de serem aprimorados, de propriedades convenientes e bem conhecidas, e constituem baselines.
As implementações básicas são adaptadas a muitos casos elaborados de IA, em detrimento do valor como baseline, mas muitas vezes com modelos já bem desenvolvidos e teoria estabelecida e profunda. Além da utilidade singular para implementações e lida com problemas reais (através da modelagem e da consideração dos dados), a IB é a simples aplicação do teorema de Bayes a hipóteses h e evidências e, i.e. do relacionamento entre as probabilidades condicionais e absolutas:

| {\displaystyle h_{a}=argmax_{h}\left[p(h\|e)={\frac {p(e\|h)p(h)}{p(e)}}\propto p(e\|h)p(h)\;\;{\text{ pois }}\;\;p(e)\|h=p(e)\right]} | \| \| \| \| \| \| \| \| | (1) |
| |                         |     |
| |                         |     |

## Teoria básica
Na IB, o aprendizado se dá, paradigmaticamente, por {\displaystyle argmax_{h}p(h|e)}, ou seja, pela escolha da hipótese de máxima verossimilhança {\displaystyle h_{a}},
consideradas as evidências (e.g. os dados) e as hipóteses de interesse. Encontrar a hipótese que satisfaz a Equação (1) é uma técnica
chamada MLE (maximum likelihood estimation), i.e. estimação/inferência/aprendizado por maximização da verossimilhança (likelihood).

### MLE e MAP
Embora a técnica fundamental da IB seja a MLE, a outra condicional entre e e h também é usada para inferência:
{\displaystyle h_{a}=argmax_{h}p(e|h)}
Esta é a MAP (maximum a priori probability), i.e. probabilidade anterior máxima, obtida sem exploração do teorema de Bayes. Faz parte da teoria básica da IB como paradigma da inferência (ou aprendizado de máquina) frequentista e pelo contraste com a MLE.
A MAP pode até mesmo ser chamada de IB por simplicidade do discurso e consideração dos fundamentos. Além disso, vantagens da MLE são ponderáveis com a simplicidade da MAP.

### Interpretação fundamental
A associação probabilística de uma (ou mais) hipótese(s), isolada(s), aos dados é a inferência frequentista (veja MAP). Já a consideração da distribuição de probabilidade das hipóteses, condicionadas às evidências (e.g. dados), em um espaço de hipóteses de interesse, possibilita uma escolha fundamentada e eficiente de uma (ou mais) hipótese(s), e é o procedimento adotado na MLE de forma bastante direta, e é o aspecto fundamental da IB que a torna relevante para a teoria e prática de reconhecimento de padrões e da teoria da decisão, e canônica na consideração e construção de sistemas de inteligência computacional, mesmo de computação natural em que métodos de bioinspirados são contrastados com a IB.

### Nomenclatura mínima
Na Equação (1), p(h) é chamada probabilidade anterior (ou a priori), p(e | h) é chamada condicional anterior (ou verossimilhança),
e p(h | e) de condicional posterior (ou a posteriori). Seu cálculo se dá através da função de verossimilhança, e a MLE é, essencialmente, uma maximização de verossimilhança. Contraste/conflito com a função de verossimilhança da MLE
é o critério principal para considerar não-bayesiano um modelo de inferência. Note que o nome MAP, máxima probabilidade anterior, conflita com
o nome de p(h), probabilidade anterior, pois a MAP maximiza p(x|h) e não p(h) (Veja também distribuições marginais e os artigos de probabilidade e estatística).

#### Probabilidade VS verossimilhança
A rigor, na IB, uma probabilidade quantifica o quão plausível é uma evidência futura (e.g. um evento futuro),
enquanto uma verossimilhança quantifica o quão plausível é uma hipótese ao serem consideradas todas as evidências ocorridas.
Em geral, a verossimilhança fornece uma quantidade para ser associada à crença de que a hipótese é verdadeira.

### Evento VS evidência
Na IB, uma evidência é um evento utilizado como conhecimento anterior/prévio, para probabilidades e condicionais anteriores,
como em p(e|h) da Equação (1).

### Frequentista VS bayesiano
A utilização da fórmula de Bayes insere suposições sobre o modelo na estatística de aprendizado, implica abordagem bayesiana e oposta por sua não utilização à abordagem frequentista. Por extensão, o adjetivo frequentista designa ênfase em contagens, simplismo e até fragilidade dos estimadores; o adjetivo bayesiano designa ênfase na fórmula de Bayes e estimadores consistentes.
Diz-se que algo (e.g. uma pessoa, teoria, modelo, resultado) é bayesiano se contempla abordagens bayesianas, em especial decorrências imediatas da fórmula de Bayes, que relaciona probabilidades condicionais.
Por extensão, a utilização da MAP pode ser considerada o paradigma frequentista, que desconsidera o conhecimento a priori que está implícito no sistema ao obter uma estatística de referência (e.g. p-value). Já a MLE explicita o uso da fórmula de Bayes de forma simples e é o paradigma básico da AM bayesiana (junto ao Bayes ingênuo quando as evidências são i.i.d.). Mas a conceitualizaçao é mais profunda: um (método, pesquisador, raciocício, etc) bayesiano idealmente considera todas as hipóteses, e na prática considera isso no modelo explicitamente, dando pesos para as hipóteses conforme mais rováveis dado conhecimento prévio (dados, conhecimento especialista, etc).
Para a consideração de {\displaystyle p(h_{i})} através de conceitos imprecisos (e.g. tamanho), são úteis recursos da Inteligência Computacional, especialmente de lógica difusa.

## Desenvolvimento da teoria através de exemplos
Há diversos algoritmos para IB, e as propriedades destes sistemas, em geral dos mais básicos, são fundamentais para a inteligência computacional e o aprendizado de máquina. Ambas a derivação de modelos e a observação epistomógica serão aqui exemplificados através de exemplos.

### Regra de Cromwell
Note que {\displaystyle p(h)=0\Rightarrow p(h|e)=0}. Também {\displaystyle p(h=1)\Rightarrow p(h|e)=1}, ou seja, convicções ou hipóteses rígidas/fortes são insensíveis à evidência.

### Falácia do apostador
A IB contradiz a falácia do apostador de duas formas distintas.
Primeiro, se a moeda é considerada imutável, p(h) e
p(e|h) não mudam, portanto {\displaystyle h_{a}} é a mesma.
Neste caso, se ela não era honesta (i.e. p(h) não constante),
o resultado tenderá a repetir o mesmo resultado, e não o resultado
oposto, como acredita o apostador.
No caso da moeda que pode se modificar,
a Equação (1) (e.g. através do BI) implica um aumento
da verossimilhança do mesmo resultado, e, novamente, não no
resultado oposto.

### Uniformidade de verossimilhança em contexto sem ruído
Considere uma evidência e idealizada, e.g. valores infinitamente precisos.
Considere também hipóteses {\displaystyle h_{i}} que descrevem fielmente e, e.g.
{\displaystyle p(e|h)=1{\text{ se }}e_{i}=h(x_{i}){\text{ ou 0 em caso contrário}},\forall i},
onde {\displaystyle x_{i}} é algum parâmetro ou dado utilizado pela hipótese para explicar ou predizer {\displaystyle e_{i}}.
Segue que:
{\displaystyle p(e)=\sum _{i}p(e|h_{i})p(h_{i})=|h_{e}|/|h|}
{\displaystyle p(h|e)=1(1/|h|)/(|h_{e}|/|h|)=1/|h_{e}|}
Onde {\displaystyle h_{e}} é o conjunto das hipóteses que satisfazem e perfeitamente. Ou seja, em um contexto sem ruído, cujas hipóteses representam fielmente
as evidências, e em que as hipóteses são igualmente prováveis, a verossimilhança das hipóteses é constante e inversamente proporcional ao espaço hipóteses cabíveis.
Além disso, note que se {\displaystyle p(h_{i})} é constante/uniforme, {\displaystyle argmax\;p(h_{i}|e)=argmax\;p(e|h_{i})}, ou seja, se as hipóteses são igualmente prováveis, MLE e MAP se equivalem, e a abordagem bayesiana encontra a frequentista. Dito de outra forma, a MAP é o caso específico da MLE em que as hipóteses são igualmente prováveis (i.e. em que {\displaystyle p(h_{i})=1/|h|=} constante). A especificação de {\displaystyle p(h_{i})} por critérios imprecisos encontra suporte e paralelo da lógica difusa (fuzzy).

### Mínimos quadrados e regressão linear (casos específicos da IB)
Considere evidências IID e nenhuma pista sobre qual hipótese é a mais provável (i.e. {\displaystyle p(h)} constante). Segue diretamente da Equação (1) que:
{\displaystyle h_{a}=argmax_{h}\prod _{i}p(e_{i}|h)}
Suponha agora {\displaystyle h=N(h',\sigma ^{2})}, i.e. considere como hipóteses {\displaystyle h'} as médias de distribuições normais com desvio padrão {\displaystyle \sigma } qualquer. Segue que:
{\displaystyle h_{a}=argmax_{h}\prod _{i}p(e_{i}|h)\sim argmax_{h'}{\frac {e^{-(e_{i}-h')^{2}/(2\sigma ^{2})}}{\sqrt {2\pi \sigma ^{2}}}}=argmin_{h'}\sum _{i}(e_{i}-h')^{2}}
Ou seja, é encontrada a média que minimiza a soma dos quadrados. Note que {\displaystyle h'} pode ser {\displaystyle h'=\{h_{i}\}}, e.g. {\displaystyle h_{i}=5i+(h'').i^{2}-2^{-i}} e escolhido {\displaystyle h_{a}=argmaxp(h''|e)}, caso em que será realizado o método dos mínimos quadrados) sob {\displaystyle h_{i}}. Se {\displaystyle h_{i}=a.i+b} a IB realiza uma regressão linear, contexto em que a hipótese expressa a crença de que os a maioria da informação importa pouco.
Em resumo, a MLE pode ser considerada uma generalização do gradiente, e realiza a minimização da distância euclidiana se assumida relação gaussiana das hipóteses com relação aos dados. Se há dados, e assumida a hipótese de normalidade, a média resulta da minimização da distância quadrática (erro quadrático).
Este resultado dá suporte teórico ao uso da minimização da distância quadrática, regressão linear, backpropagation em perceptrons (veja redes neurais artificiais).
Para o gradiente descendente, a minimização do erro quadrátido (em geral) implica supor que o sinal (função original, determinística) foi corrompido por um ruído gaussiano. Outra conclusão é que o pesquisador/desenvolvedor está potencialmente obtendo resultados pouco ou nada apropriados (diz-se "errados") com estes métodos
se as premissas não forem verdadeiras:
1. há um fenômeno real (potencialmente determinístico) subjacente às evidências;
2. há corrupção na observação/transmissão, resultando em evicências com uma componente fiel ao fenômeno e outra a um ruído gaussiano;
3. as evidências são variáveis IID.

Pode-se assumir qualquer outro modelo de ruído (e.g. exponencial, em lei de potência, uniforme), e a hipótese de máxima verossimilhança muito dificilmente será dada pela mesma minimização quadrática.

### Aplicação para regressão ou classificação em contexto ruidoso
Seja conjunto de evidências {\displaystyle e_{i}} que refletem ocorrências {\displaystyle x_{i}} de algum fenômeno ou propriedade de forma imperfeita, e.g. a pesos {\displaystyle e_{i}} de uma população refletem a altura {\displaystyle x_{i}} dos indivíduos, ou medidas obtidas com um paquímetro {\displaystyle e_{i}} de peças cujo tamanho real é {\displaystyle x_{i}}.
Considere um cenário bastante geral:
p(h) é constante, i.e. as hipóteses possuem a mesma probabilidade de ocorrência.
{\displaystyle e_{i}=f(x_{i})+\epsilon _{i}\Rightarrow \epsilon _{i}=e_{i}-f(x_{i})}, ou seja, é feita a hipótese de que as evidências são o resultado de alguma função f aplicada ao fenômeno verdadeiro somada a um erro {\displaystyle \epsilon _{i}}.
Segue pronto de {\displaystyle p(h)} constante, da Equação (1), e de que se as evidências são IID:
{\displaystyle p(f|e_{i})=\prod _{i}p(e_{i}|f)=\prod _{i}p(\epsilon _{i}=e_{i}-f(x_{i})|\epsilon )}, onde {\displaystyle \epsilon } pode ser e.g. qualquer distribuição, de forma
que {\displaystyle p(\epsilon _{i}|\epsilon )} seja bem definida.
Assim, pode-se encontrar f, pois reflete em {\displaystyle \epsilon _{i}} através de {\displaystyle x_{i}} e {\displaystyle e_{i}} se:
{\displaystyle x_{i}} e {\displaystyle e_{i}} forem dados disponíveis, os erros {\displaystyle \epsilon _{i}} forem IID e gerados e.g. por uma distribuição {\displaystyle \epsilon }.
Note que se {\displaystyle \epsilon \sim N(0,\sigma ^{2})} e {\displaystyle \epsilon _{i}} IID, a MLE resulta na regressão linear, caso exposto na seção anterior.

### Detector de SPAM
Considere uma caixa de emails com 1000 mensagens, 200 delas spam.
Um modelador decide fazer um algoritmo bem simples para obter um resultado
inicial de referência para um detector de spam (h_0 = não spam, h_1 = spam).
Seleciona então, como evidência, as palavra: viagra (100, 0), valium (70, 20), coursera (2, 120), edX (1, 100), hoje(20, 250), marcadas com o número de ocorrências dentre os emails que são (spam, não spam).
Seguindo a MLE, observa a obtenção da função de verossimilhança:
{\displaystyle p(h=spam?|e=palavras)\propto p(e|h)p(h)}
Equação onde o lado direito pode ser obtido através dos dados:
{\displaystyle p(h_{1})=200/1000}
{\displaystyle p(h_{0})=1-p(h_{1})=0.8}
{\displaystyle p(viagra|h_{1})=100/200=0.5}
{\displaystyle p(viagra|h_{0})=0/800=0}
{\displaystyle p(nao\;viagra|h_{1})=0.5}
{\displaystyle p(nao\;viagra|h_{0})=1}
{\displaystyle p(valium|h_{1})=70/200=0.35}
{\displaystyle p(valium|h_{0})=20/800=0.025}
{\displaystyle p(nao\;valium|h_{1})=0.65}
{\displaystyle p(nao\;valium|h_{0})=0.975}
o mesmo para as outras palavras.
Assim, em posse de um email em que {\displaystyle palavras=(valium,edX,hoje)}, e não com as outras palavras,
pode-se obter {\displaystyle h_{a}} (i.e. a hipótese mais verossimilhante)
através do maior valor:
{\displaystyle p(h_{0}|palavras)\lessgtr p(h_{1}|palavras)}.
Este mesmo modelo pode ser ampliado para utilizar mais palavras,
potencialmente todas as encontradas em algum conjunto de emails
e considerado o corte de Luhn.
Para otimização, podem ser mantidas apenas as palavras mais relevantes,
i.e. em que {\displaystyle p(palavra|h_{0})\nsim p(palavra|h_{1})}.
Note que as palavras/evidências foram interpretadas como Variáveis aleatórias independentes e identicamente distribuídas|variáveis IID]],
o que é falso já que viagra e valium são correlacionadas, portando não são independentes,
e a distribuição das palavras não é idêntica, por exemplo.
Mesmo assim, o método é considerado sólido e informativo,
e a MLE com evidências IID é o BI, um dos algoritmos
mais tradicionais na IB.
Para considerar estas correlações,
e explorar variáveis compostas, e.g. {\displaystyle var=peso*altura^{3}/log(5*idade)},
ou não descritíveis algebricamente,
e.g. na IC utiliza-se métodos de computação natural
(como redes neurais artificiais e algoritmos genéticos).

### Métodos de IB (derivados da teoria básica)

#### Bayes ingênuo (BI, Naive Bayes)
O Bayes Ingênuo (BI) é a MLE com evidências IID.
Neste caso, as condicionais anteriores podem se desdobrar:
{\displaystyle p(e|h)=\prod _{i}p(e_{i}|h)}
o que torna o BI um método simples de ser aplicado na maioria
das situações.
A Equação (1) pode portanto ser escrita assim:
{\displaystyle h_{a}=argmax_{h}\left[p(h|e)\propto p(e|h)p(h)=p(h)\prod _{i}p(e_{i}|h)\right]}
O NB é a canônica obtenção da MLE (veja Equação (1)).
Na aplicação da IB, é intuitivo, e muitas vezes apropriado,
assumir que cada amostra é independente das demais,
e advindas de uma mesma distribuição de probabilidade,
o que é exatamente a suposição de variáveis IID.
Veja os exemplos neste artigo para o BI em contexto de aplicação, principalmente o exemplo sobre spam.

#### Outros métodos de IB
Outros métodos bayesianos incluem:
Fisher's Linear Discriminant Analysis LDA,
Algoritmo de ascensão de gradiente, e
Kernel Density Estimation (KDE).

## Aplicação e avaliação na IB

### Occam: BI como baseline, suficiência frequentista, regularização
Um reflexo imediado da navalha de Occam:
o BI é um baseline,
com resultados informativos sobre o contexto em que se aplica,
e propriedades convenientes.
Assim, ao BI (ou outra MLE simples) é dada preferência caso
não haja justificativa para métodos mais elaborados
ou para simplismos, como o discurso frequentista e o MAP.
Em caso de necessidade, pode-se escolher um modelo de IB
mais genérico (i.e. uma MLE que não o BI),
sob o risco incorrer em análises e inferências menos informativas,
bem comportadas, e menos relevância e embasamento teóricos.
A IB constitui potencialmente o baseline principal para avaliar
qualquer algoritmo de aprendizado de máquina,
principalmente os relacionados à IC, à CN, e à CM,
devido às não linearidades e comportamentos complexos,
difíceis de serem capturados algebrica ou mesmo analiticamente.
A não utilização de ao menos um modelo simples de IB para avaliação
de um sistema que pode ser avaliado desta forma suscita questionamento
quanto à relevância ou mesmo a validade dos resultados.
Note que o BI é capaz de regressão linear, classificação, rankeamento,
aprendizado online ou por reforço em geral, aprendizado não supervisionado (e.g. clusterização),
e é portanto um método generalista e suficiente para um espectro largo de métodos de aprendizado de IC,
estatisticamente ótimos em diversos contextos e sentidos.
Além disso, Abraham Wald formulou uma justificação embasada na teoria estatística da decisão (veja teoria da decisão)
para o uso da IB que a torna a técnica central na inferência frequentista para procedimentos
tais como estimação de parâmetros, teste de hipótese, e o cálculo de intervalos de confiança.
Veja também a nota sobre terminologia no artigo de probabilidade,
também calcada na simplicidade.
O mal emprego da tolerância linguística (e.g. terminológica) é o
principal responsável pela dificuldade dos textos sobre IC e IB.

### Pré-processamento
Resultados informativos de IB são obtidos muitas vezes
com o auxílio de pré-processamento das evidências,
e.g. redução de dimensionalidade via PCA, lida com dados faltantes, detecção de outliers.
Estes procedimentos constituem aspecto relevante da IB aplicada,
e devem ser considerados cuidadosamente na descrição e avaliação.

### Propriedades assintóticas
A MLE é consistente, apresenta convergência, eficiência e normalidade assintóticas.

### Acréscimos à terminologia básica

#### Estatísticas para avaliação da IB
Compreendida função de baseline que a IB possui para a IC e o AM em geral,
salta nítido que o uso de um conjunto padrão de estatísticas para descrever os resultados
(incluindo o modelo)
potencializa a IB na IC e para a análise de dados em geral, e.g.
precisão, acurácia, cobertura, falsos negativos, etc.
alpha, p-value, regiao crítica, etc.
Vocabulário advindo do reconhecimento de padrões.

#### Testes estatísticos
hipótese nula, significância, região crítica, intervalo de confiança, etc etc
Método de Neyman-Pearson para testes estatísticos.
Usar para tratar de falsos e verdadeiros negativos e positivos.,
tabela de confusão, e medidas relacionadas.
nível de significância e intervalo de confiança

#### Inferência e predição bayesianas
É útil também, na IB, a diferenciação entre inferência
e predição baysianas.
A inferência é a obtenção do modelo que considera dos dados,
i.e. de {\displaystyle p(x|h)};
e predição é sua utilização para obtenção de uma hipótese
considerados os eventos ou um evento específico {\displaystyle e_{i}},
i.e. a obtenção de {\displaystyle h_{a}=argmax_{h}p(h|e_{i})}.
Assim, em um aprendizado por reforço ou online, há inferência com novos dados e resultados,
mas para muitos casos de classificação e regressão pode ser realizada somente uma inferência
(i.e. sem que novos dados e resultados influenciem o resultado das predições).
Predição neste caso é genérico, e.g. classificação e regressão.
O modelo é calibrado e aplicado através da operação bayesiana (i.e. da aplicação da fórmula de bayes),
ou seja, tanto a inferência quando a atualização bayesiana são a simples aplicação
da Equação (1).
Em todo caso, na IB o contexto deve explicitar se o termo inferência se refere
à técnica de inferência bayesiana (IB) como um todo,
ou à obtenção da função de verossimilhança e isolando o ato de predição ou cálculo ou estimação de variável.
Em casos mais gerais de IC e AM, pode ser mais razoável chamar de aprendizado
o que aqui é inferência, e manter predição ou usar alguma palavra relacionada, como classificação ou regressão.

### Comparação de modelos
Pode-se aplicar outros métodos de IC para avaliação do resultado
de um IB, embora o contrário seja mais usual.
Desta forma, embora seja mais canônico o uso de um BI
para avaliação de um algoritmo genético,
a avaliação de uma MLE pode ser auxiliada por uma
otimização por colônia de formigas.
A comparação entre métodos igualmente bayesianos,
ou também estatísticos, ou de aprendizado por regras,
pode assistir na avaliação de uma IB.

### Critérios previamente estabelecidos
O contexto a priori é tão relevante para a correta consideração
dos resultados que deve-se se escolher a significância
antes de analisar os resultados ou
até mesmo de se modelar e aplicar a rotina bayesiana
para obter o resultado (e.g. um p-value).
A satisfação de critérios iniciais é
uma técnica priorizada na avaliação de uma IB
por questões consensuais, mas com descrições diversas,
em torno de suposições implícitas em um teste estatístico
(e.g. o pensamento desejoso pode influenciar no estabelecimento
de um intervalo de confiança adequado se escolhido depois de realizado
o teste; a consideração prévia de resultados possíveis através dos
critérios iniciais favorece a modelagem apropriada do espaço de hipóteses;
semântica estatística de estimador porterior (MLE) e anterior (MAP)).

### Nota de cuidado sobre distribuições de cauda longa
Ao considerar hipóteses e evidências distribuídas
com cauda longa, e.g. respeitando leis de potência ou exponenciais,
é importante considerar testes e estatísticas
robustas, e.g. o teste de Kolmogorov-Smirnov
e a estatística {\displaystyle c'} (derivada do teste de KS),
ou teoria e software especializados.
Por exemplo, muitas redes complexas foram consideradas
livres de escala (i.e. apresentam uma lei de potência na distribuição
de conectividade e.g. grau ou força) em journals internacionais,
por pesquisadores experiêntes,
mas depois de testes mais cuidadosos com os dados,
estas redes foram reclassificadas como apresentando outras distribuições
de conectividade (e.g. exponencial).

### Modelo de software para suporte à IB
Há diversos software para aplicação da IB.
Uma questão comum e honesta é: quão fiel são estas
rotinas computacionais aos modelos matemáticos?
Neste contexto é útil um conjunto bem específico de rotinas,
talvez somente MLE, MAP, BI, e variantes mais imediatas
estabelecidas como referência, com as estatísticas para avaliação
dos resultados.
Para derivar baselines ou obter estatísticas informativas,
idealmente são então usadas estas rotinas exatamente como implementadas,
ou aproveitados os modelos para obter derivados e avaliá-los.
A utilização é assim pouco previsível, e são convenientes
implementações nos paradigmas:
- estruturado não procedural;
- estruturado com funções; e
- orientado ao objeto;

para dar suporte ao usuário nos diversos casos possíveis.
Note que as implementações propostas são
muitas embora a organização tenha colapsado em poucos conceitos.
Por exemplo, como são as implementações padrão (e.g. mais simples)
para as tarefas de classificação, regressão, rankeamento?
Há algum modelo que possa ser considerado padrão não supervisionado
na IB (e.g. para clusterização)?
Qual a IB mais simples capaz de aprendizado semi-supervisionado?
Constitui um baseline reconhecido?

##### Programação estruturada e orientada ao objeto para a IB
Observada a simplicidade da Equação (1), salta nítido que a IB pode ser realizada por programação estruturada (PE), inclusive não procedural (i.e. sem o uso de funções para utilizar sequências de instruções como uma única instrução). 
Ainda dentro da PE, com o uso de funções a IB pode ser aplicada com facilidade a diferentes conjuntos de dados e parametrizações que expressam crenças. Já a orientação ao objeto (POO) é conveniente para expressar modelos de IB, a serem treinados ou já treinados, capazes de realizar predições/estimações condicionadas a evidências arbitrárias.

### Regularização e renormalização
Regularização, embora acrescente informação ao modelo, simplifica pelas restrições que implica (e.g. vínculos), resultando em poucos graus de liberdade, uma simplicidade desejada. O BI é obtido a partir da MLE pela suposição iid, uma regularização.
A regularização na MLE se dá pela utilização das probabilidades encontradas nos dados para escolha da hipótese mais provável. Já técnicas de renormalização são dedicadas para obter representações mais compactas e informativas das evidências e hipóteses.

## Inferência Bayesiana e computação natural na inteligência computacional
Como sugere este artigo como um todo e algumas partes com ênfase, em geral, modelos simples de IB (e.g. BI) são priorizados na IC por: serem bem conhecidas/estudadas, possuírem propriedades estatísticas de interpretação útil, simples, e estatisticamente ótimas por critérios objetivos e relevantes.
Elas constituem baselines para outros técnicas de IC, sejam elas e.g. bayesianas ou de computação natural (CN).
Há dois aspectos da IB diretamente ligados à exploração de imprecisão tão característica da IC:
1. A delimitação das hipóteses de interesse se dá muitas vezes por critérios semanticamente imprecisos (melhor, largo, resistente, etc),

há portanto uma interface com a lógica difusa nesta definição de {\displaystyle p(h_{i})} necessária para a Equação (1) e crucial os melhores
resultados da MLE em comparação com a MAP.
1. Basta varrer o espaço das hipóteses para achar {\displaystyle h_{a}} da Equação (1). Isso não é prático em muitas situações e.g. em que o espaço é muito amplo e a álgebra insuficiente. Constitui uma possibilidade de aplicação de computação natural na IC a varredura do espaço de hipóteses condicionadas aos eventos {\displaystyle p(h|e)} para encontrar a máxima verossimilhança, i.e. para encontrar {\displaystyle h_{a}} ou a melhor aproximação possível de {\displaystyle h_{a}}.

Além disso, BI é um método de aprendizado com características desejáveis, mas que degenera as evidência e as hipóteses: as variáveis de entrada não são sempre perfeitamente IID, como assume o BI, e o sistema pode estar considerando, em verdade valores complexos calculados a partir da entrada. Na IC, métodos de CN são em geral utilizados para lidar com espaços de evidências e hipóteses de forma mais completa.

## Considerações ainda não organizadas
O MLE aplica de forma estatisticamente ótima, estes dois critérios:
1. se a evidência não corresponde à hipótese, a hipótese deve ser rejeitada;
2. se uma hipótese é extremamente improvável a priori, deve-se também rejeitá-la, mesmo que explique a evidência.

Sejam hipóteses sobre uma imagem:
- É um menino.
- É um gato.
- É um cachorro.

Então considere duas evidências:
- Há uma outra imagem de um gato, evidência que se opõe à hipótese do menino.
- Há ainda outra imagem de um cão, evidência que se opõe à hipótese do menino.

Assumida homogeneidade, neste caso rejeita-se a hipótese do menino. Podem ser utilizadas novas evidências e crenças para auxiliar na escolha entre gato e cachorro,
inclusive arbitrárias e imprecisas se apropriados para a aplicação, via lógica difusa para inteligência computacional, e.g. às imagens são atribuídas funções de pertencimento aos conjuntos difusos gato e cachorro, e, paralelamente, distribuições de probabilidade arbitrárias e imprecisas, que refletem o julgamento do humano que está modelando a IB, podem ser utilizadas para a probabilidade anterior p(h) e a condicional anterior p(e|h). Ainda, p(h) pode ser obtida por outros métodos de IC, e.g. de computação natural.
O ponto crítico sobre a IB é que ela fornece/apresenta uma maneira fundamental de combinar evidências e crenças (anteriores), através da aplicação da regra/fórmula/teoria de Bayes.
A regra de Bayes pode ser aplicada de forma iterativa e recursiva: depois de observar as evidências, a verossimilhança pode então ser tratada como uma probabilidade anterior, e uma nova verossimilhança calculada considerando mais evidência. Isto permite à princípios Bayesianos serem aplicado a vários tipos de evidência, e em várias técnicas de IC e AM, e.g. um aprendizado online, por reforço, podese r realizado por IB considerando sempre e somente as últimas mil evidências, ou um etiquetador morfossintático pode ser modelado como uma IB e distribuído de forma que a classificação das palavras (em substantivos, adjetivos, pronomes, etc) seja sempre a mesma. A atualização de um modelo de IB perante aplicação/uso é a atualização bayesiana.